# Cuore (simbolo)

Il cuore come simbolo convenzionale.

Il simbolo del cuore è una metonimia usata per esprimere l'idea del cuore come sede dell'anima e rappresenta la spiritualità, la moralità e le emozioni insite nell'essere umano, e simbolo di compassione, sensibilità, passione, affetto e amore, in particolare amore romantico.
È un simbolo presente soprattutto nella cultura giovanile: a volte appare trafitto da una freccia, illustrando così l'influenza di Cupido, che accoppiava le persone lanciando loro frecce di passione, mentre un cuore "spezzato" indica mal d'amore, amore non corrisposto o delusione.
Un tempo si riteneva il cuore sede della mente umana.  Nel folklore europeo il cuore viene tradizionalmente disegnato in una forma stilizzata, in genere di colore rosso, che indica sia il sangue sia, in molte culture, la passione. La forma è solo vagamente simile al cuore umano, tanto che si pensa che in realtà rappresenti il cuore di una mucca o addirittura il monte di Venere o una vulva (come nel simbolo tantrico del "Yoni").
Alcuni storici ritengono che questo simbolo derivi dalla forma del geroglifico egizio utilizzato per indicare il concetto del cuore (ỉb): a sua volta, questo carattere potrebbe derivare dal seme di silfio, una pianta con virtù anticoncezionali estinta. Questa relazione potrebbe essere giustificata dal significato sessuale del simbolo egizio, combinato con l'ampio uso del silfio nell'antico Egitto per il controllo delle nascite.
Recentemente la storia di questa forma è stata rivalutata alla luce di osservazioni fatte in un laboratorio di emodinamica cardiaca. Sorprendentemente, iniettando contemporaneamente con un mezzo di contrasto i due rami coronarici principali, si ottiene la forma esatta del cuore che tutti noi conosciamo. Quindi, non una forma simbolica, ma una forma che rispecchia fedelmente la realtà. La domanda che sorge a questo punto è su come abbiano fatto i nostri avi a collegare la forma reale a quella iconica del cuore che ci hanno tramandato da secoli, senza che avessero le possibilità di imaging che abbiamo ai giorni nostri. L'ipotesi è che precedenti scienziati avessero già ottenuto una forma simile, probabilmente iniettando del gesso nelle arterie coronarie durante le autopsie e trasponendo poi la struttura ottenuta in disegni.

## Codici
| Glifo | Codice Unicode          | Entità HTML                   | Codice Alt |
| ----- | ----------------------- | ----------------------------- | ---------- |
| ♡     | U+2661 WHITE HEART SUIT | &#x2661; o &#9825;            |            |
| ♥     | U+2665                  | &#x2665; o &#9829; o &hearts; | Alt + 3    |
| ❤     | U+2764                  | &#x2764;                      |            |
| ❥     | U+2765                  | &#x2765;                      |            |
| ❣     | U+2763                  | &#x2763;                      |            |
| 💑    | U+1F491                 | &#x1f491;                     |            |
| 💓    | U+1F493                 | &#x1f493;                     |            |
| 💔    | U+1F494                 | &#x1f494;                     |            |
| 💕    | U+1F495                 | &#x1f495;                     |            |
| 💖    | U+1F496                 | &#x1f496;                     |            |
| 💗    | U+1F497                 | &#x1f497;                     |            |
| 💘    | U+1F498                 | &#x1f498;                     |            |
| 💙    | U+1F499                 | &#x1f499;                     |            |
| 💚    | U+1F49A                 | &#x1f49a;                     |            |
| 💛    | U+1F49B                 | &#x1f49b;                     |            |
| 💜    | U+1F49C                 | &#x1f49c;                     |            |

## Rappresentazione matematica
Il simbolo si può disegnare ottimamente anche con il diagramma cartesiano di un'equazione algebrica relativamente semplice: {\displaystyle (x^{2}+y^{2}-1)^{3}-x^{2}*y^{3}=0}.